# Autorité internationale des fonds marins
« AIFM » redirige ici. Pour les autres significations, voir AIFM (homonymie).
L’Autorité internationale des fonds marins (en anglais : International Seabed Authority ; en espagnol : Autoridad Internacional de los Fondos Marinos), communément appelée Autorité, est un organisme intergouvernemental autonome fondé en 1994 sous l'égide de l'Organisation des Nations unies (ONU) à Kingston en Jamaïque pour organiser et contrôler toutes les activités relatives aux ressources minérales des fonds marins, et activités connexes (exploration, transport) dans la zone internationale des fonds marins hors des limites de la juridiction nationale (zone économique exclusive), soit la plus grande partie des océans. La Convention est compétente pour la zone des grands fonds marins dont les ressources – hors des eaux nationales – ont été déclarées bien commun par l'ONU (« patrimoine commun de l'humanité »). Cette autorité peut contribuer à la mise en œuvre de l'Objectif de développement durable no 14 : vie aquatique établi par l'ONU pour l'Agenda 2030 en 2015.
Depuis le 1er janvier 2025, Leticia Reis de Carvalho, océanographe brésilienne, est la Secrétaire Générale de l'Autorité. Elle est élue pour un mandat de quatre ans. 

## Origine et missions
L'Autorité n'a d'existence légale que depuis 1994, mais ses tâches ont été définies dès 1982 par la Convention des Nations unies sur le droit de la mer. Ses missions n'ont été précisées que tardivement, par l'Accord de 1994 relatif à l'application de la Partie XI (dispositions fonds marins de la Convention).
Les nodules polymétalliques qu'on peut trouver sur certains grands fonds sont plus ou moins riches en manganèse, cobalt, cuivre et nickel. Ils sont densément présents par endroits, essentiellement dans la partie centrale de l'océan Pacifique, mais avec quelques dépôts dans l'océan Indien et d'autres ressources, bien que difficile à exploiter en raison de leur grande profondeur, et ils ont dans les années 1980 commencé à attiser la convoitise de producteurs miniers, au large de la Nouvelle-Zélande par exemple. 
L'Autorité internationale des fonds marins devait mi-2009 arrêter le texte définitif des règlements relatifs à la prospection et à l’exploration des sulfures polymétalliques et des encroûtements cobaltifères . Deux règlements étaient prévus pour 2009, l'un rédigé par le Conseil (portant sur les sulfures polymétalliques), et l'autre rédigé par l'organe d’expertise du Conseil (Commission juridique et technique), portant sur les encroûtements cobaltifères .
L'Autorité a été créée pour limiter le risque de conflits, plus pour éviter de surexploiter ces ressources au détriment des générations futures comme on l'a fait pour la pêche que pour limiter l'incidence des impacts environnementaux d'éventuelles tentatives d'exploitation à grande profondeur, sujet qui préoccupe les biologistes et les services de l'ONU chargé de l'application de la convention mondiale sur la biodiversité.

## Composition
L'Autorité est composée de 170 membres, représentant toutes les parties de la Convention des Nations unies sur le droit de la mer
Les États-Unis qui comptent parmi les pays les plus avancés en matière d'océanographie et de technologies exploratoires et minières n'ont pas encore ratifié la Convention mondiale sur le droit de la mer. Ce pays n'est donc pas membre de l'Autorité.
Deux organes principaux établissent les politiques et régissent les travaux de l'Autorité : 
- l'Assemblée, dans laquelle tous les membres sont représentés, et
- Un conseil de 36 membres élus par l'Assemblée. Ces derniers sont choisis de manière à assurer une représentation équitable des pays de différents groupes, dont ceux déjà engagés dans l'exploration minière des fonds marins et ceux qui disposent de fonds riches en ressources « minières » offshore.

L'Autorité tient une session annuelle, qui dure habituellement deux semaines. Sa quatorzième session a eu lieu à Kingston, en mai-Juin 2008.
L'Autorité signe des contrats avec des entreprises privées et publiques et d'autres entités les autorisant à explorer et éventuellement exploiter les ressources minérales sous-marines. 
La Convention a également créé un organisme dit « the Enterprise » dont le rôle est de servir d'opérateur minier exploitant pour l'Autorité elle-même, mais aucune mesure concrète n'a été prise pour concrétiser cette mesure.

## Activités en cours
L'Autorité dispose d'un personnel de 35 personnes et d'un budget annuel de 5,8 millions de dollars (avec une hausse autorisée de $ 6,3 millions pour chacune des années 2009-2010). 

Le premier Secrétaire général de l'Autorité est Satya Nandan, des îles Fidji, qui a terminé en 2008 son troisième mandat de quatre ans depuis sa première élection en 1996. 

En juin 2008, l'Assemblée de l'Autorité a élu Nii Allotey Odunton du Ghana, adjoint du Secrétaire général depuis 1996, pour succéder à M. Nandan, pour un mandat de quatre ans commençant le 1er janvier 2009.
Le système d'exploration prévu par la convention sur le droit de la mer, supervisé par l'Autorité, est né avec la signature en février 2001 de contrats pour 15 ans avec sept organismes qui avaient sollicité des droits d'exploration de fonds marins pour des domaines où ils ont été autorisés à explorer la richesse en nodules polymétalliques. En 2006, une entité allemande a été ajoutée à la liste.
Les huit entrepreneurs autorisés à explorer les fonds pour leurs ressources en métaux en 2008 sont : 
- Yuzhmorgeologya (fédération de Russie) ;
- Interoceanmetal Joint Organization (IOM) (consortium associant : Bulgarie, Cuba, Slovaquie, République tchèque, Pologne et fédération de Russie) ;
- le Gouvernement de la République de Corée ;
- China Ocean Minerals Research and Development Association (ou COMRA qui est une Association chinoise de recherche et développement pour l'exploitation de ressources minières océaniques). (Chine) ;
- Deep Ocean Resources Development Company (DORD) (Japon) ;
- Institut français de recherche pour l'exploitation de la mer (IFREMER) (France), anciennement dénommé CNEXO (Centre National pour l'EXploitation des Océans);
- le gouvernement indien ;
- l'Institut fédéral des géosciences et des ressources naturelles de l'Allemagne (Bundesanstalt für Geowissenschaften und Rohstoffe - BGR).

Tous, sauf un des domaines actuels d'exploration légale sont situés dans la Zone dite " Clarion-Clipperton Zone " dans le Pacifique nord équatorial, au sud et sud-ouest de Hawaï. 
Le reste exploré par l'Inde, est situé dans le bassin central de l'océan Indien.
Chaque zone est très vaste, mais limitée à 150 000 kilomètres carrés, dont la moitié doit être restituée à l'Autorité après huit ans. Chaque pays ou entité "entrepreneur" est tenue de faire un rapport annuel sur ses activités dans la zone où il est autorisé à travailler.
En 2008, aucun d'eux n'avait indiqué aucune avancée sérieuse permettant de commencer l'exploitation commerciale. De plus, la crise de 2008, de même qu'un meilleur recyclage des métaux dans le monde ont ralenti la demande prévue en métaux, ce qui risque de rendre l'exploitation des fonds marins moins rentable.
En 2008, l'Autorité a reçu deux nouvelles demandes d'autorisation d'exploration des gisements de nodules polymétalliques, déposées pour la première fois par ce groupe d'entreprises privées ("Nauru Ocean Resources Inc" et "Tonga Offshore Mining Limited") basées dans des nations insulaires de pays en développement de la zone Pacifique. Elles ont été parrainées par leurs gouvernements respectifs. 
Faute de consensus sur la complexité des questions techniques soulevées par ces demandes, l'Autorité juridique et technique de la Commission a reporté son avis, probablement jusqu'en 2009.
Depuis 2010, de nouveaux contractants pour l'exploration des nodules polymétalliques avec l'AIFM sont apparus:
- Marawa Research and Exploration Ltd. (Kiribati),
- UK Seabed Resources Ltd. (Royaume-Uni),
- G-TEC Sea Minerals Resources NV (Belgique),
- Ocean Mineral Singapore Pte Ltd. (Singapour).

4 organisations internationales ont obtenu un permis d'exploration par l'Autorité Internationale des Fonds Marins (AIFM) des encroûtements cobaltifères (hydrogénétiques) :
- dans le Pacifique occidental: 
  - En 2014, China Ocean Mineral Resources Research & Development Association (COMRA) - Chine
  - En 2014, Japan Oil, Gas and Metals National Corporation (JOGMEC) - Japon
  - En 2015, Ministry of Natural Resources and Environment - fédération de Russie
- dans l'Atlantique sur la ride du Rio Grande:
  - En 2015, Companhia De Pesquisa de Recursos Minerais - Brésil

## Production
Le principal texte législatif produit à ce jour par l'Autorité a été l'adoption en 2000 d'une réglementation régissant l'exploration des nodules polymétalliques, une sorte de code minier adapté au domaine sous-marin ,
Face aux pressions qui se dessinent sur les ressources ferromanganésifères offshore profondes, plus ou moins riches en cobalt, cuivre, fer, zinc, argent et or, qui se déposent autour de sources volcaniques d'eaux bouillantes, sous de très grandes pressions (sources hydrothermales et fumeurs noirs), en particulier dans l'ouest de l'océan Pacifique et sur toutes les dorsales océaniques et zones similaires du monde entier. Le Conseil de l'Autorité a aussi débuté (en août 2002) la rédaction de deux séries de règlements concernant :
- les sulfures polymétalliques et
- les encroûtements contenant des métaux, autres que sous forme de sulfures polymétalliques

…la priorité étant donnée aux sulfures.
Le conseil a consacré la plupart de ses sessions de 2007 et 2008 à cette tâche, mais plusieurs questions sont encore en suspens ou ne font pas consensus dont :
- la définition et la configuration de la zone à attribuer aux contractants pour l'exploration,
- les taxes à payer à l'Autorité
- les modes de traitement des réclamations qui pourraient surgir

La Commission juridique et technique a cependant estimé avoir fait des progrès sur les encroûtements cobaltifères.
En plus de son travail législatif, l'Autorité encadre annuellement des ateliers sur divers aspects de l'exploration des fonds marins, l'accent étant porté sur les mesures visant à protéger l'environnement marin pour toutes conséquences néfastes pouvant être induite par l'exploration ou exploitation minière des grands fonds. Elle diffuse les résultats de ces réunions par le biais de publications. 

### Risques pour l'environnement
Dès 2011, des autorisations d'exploitation ont été demandées (et étudiées par l'AIFM, qui a commencé à signer des contrats) pour l'exploration de la zone Clarion – Clipperton dite CCZ pour Clarion–Clipperton Zone (bande de 6 millions de kilomètres carrés du fond du Pacifique, allant de Hawaï au Mexique), avant le rendu des premières études d'impacts. 
La commission doit cadrer les études pluriannuelles sur les principaux minéraux de la zone centrale du Pacifique. Elle doit produire une "étude technique sur la biodiversité" incluant les flux d'espèces et de gènes dans les zones abyssales nodifères du Pacifique. 
On ignore en effet presque tout des modes de vie et de déplacement de la faune mobile des grands fonds, et en particulier quant à leurs exigences en matière de corridors biologiques sous-marins et d'intégrité écologique du milieu). Ces études devront aussi évaluer les effets négatifs de l'exploitation minière sous-marine et proposer une gestion de ces effets, car ces espèces (à croissante toujours très lente) semblent moins résilientes que dans les parties hautes des océans. En 2018 l'AIFM n'a que peu soutenu les inventaires de biodiversité dans les eaux libres au-dessus des zones d’exploitation minière des grands fonds marins où les biologistes craignent que le sédiment fin mis en suspension (et peut être des toxines rejetés par l’extraction de nodules métalliques) nuisent aux organismes marins en empêchant certains d'entre eux de respirer, se reproduire et/ou de manger. En particulier ce "limon" pourrait opacifier l'eau alors qu'à cette profondeur la lumière bioluminescente est utilisée par de nombreuses espèces pour attirer des proies, pour leur échapper et/ou pour trouver des partenaires dans l'immensité noire des grands fonds. Même en plusieurs décennies, les chercheurs ne pourront étudier qu'une faible part de la biodiversité et des réseaux trophiques, une marge d'incertitude important entachera donc les conseils qu'ils doivent donner à l'AIFM. « Les scientifiques doivent recommander une ligne de conduite incluant un processus d'apprentissage, de sorte que si les choses commencent à dérailler, l'ISA puisse reprendre le cap avant 2020 » explique Malcolm Clark (biologiste marin membre et conseiller scientifique de l'AIFM). Cependant en 2017 près de l'île d'Okinawa le Japon a déjà commencé à extraire des minéraux et métaux de grands fonds marins (site d'essai) et la société belge, Global Sea Mineral Resources souhaite tester ses engins miniers subaquatiques dès 2019.
En 2007 (octobre) à Manoa (Hawaii) un groupe a travaillé sur la possibilité de classer en aire marine protégée certaines zones riches en nodules et encroûtement polymétalliques.
La Commission a aussi recommandé de manière argumentée le maintien de zones-témoin non exploitées ("preservation reference areas") dans la zone Clarion-Clipperton, où la collecte de nodules serait interdite pour conserver l'environnement naturel intact, c'est-à-dire des zones théoriquement préservées des impacts de l'exploitation (en admettant que l'exploitation de milliers de kilomètres carrés de champs de nodules à proximité ne génère pas d'impacts différés sur les zones dites "protégées", et en particulier, une asphyxie de l'écotone sédimentaire par les retombées des particules et de la turbidité générée par le chalutage des nodules ou le craquage des croutes minérales riches en métaux).
En 2008 (février), à Chennai (Inde) un atelier s'est préoccupé du statut des technologies minières pouvant être adaptées aux nodules polymétalliques, et des défis encore à relever
En 2018 (dix ans plus tard) lors d'un Symposium sur la biologie des eaux profondes à Monterey, en Californie, en septembre), les chercheurs qui explorent les grand-fonds de la CCZ (4 000 à 5 500 m de profondeur, là où les industriels espèrent pouvoir exploiter de nouveaux gisements de métaux et terres rares), alertent l'AIFM sur le fait que vivent là plus de vie et bien plus d'espèces nouvelles qu'ils s'y attendaient (et que dans des profondeurs similaires ailleurs). 
Ainsi selon Craig Smith océanographe à l’Université d’Hawaï de Manoa à Honolulu) 70 % de 154 vers marins trouvés là lors de deux campagnes d'exploration (2013, 2015) semblent être inconnus de la science. Des holothuries et une nouvelle espèce issue d'un groupe jusqu'alors inconnu et proche des anémones de mer (Relicanthus daphneae) ont aussi été découvertes, outre des vers rares ressemblant à des calmars... Adrian Glover, spécialiste de la vie des grands fonds marins au Musée d'histoire naturelle de Londres, a de son côté observé dans l’est de ce secteur (CCZ) des nodules de manganèse et d’autres métaux abritant des éponges géométriques et d’autres petits invertébrés jusqu'ici rarement vus. De vastes tapis de xénophyophores (unicellulaires ornées atteignant une taille de plusieurs cm) qui semblent s'alimenter de nutriments contenus dans le sédiment. La plupart des xénophyophores observés sur cers fonds étaient jusqu'alors inconnus (augmentant le nombre d'espèces à ce jour identifiées d'environ 30 %). Des groupes d'anguilles y ont aussi été filmés (attirées par des appâts), jusqu'alors inconnus à de telles profondeurs.

L'ISA prépare des règles annoncées avant 2020, pour encadrer l'exploitation minière des océans et de leurs fonds, avec un projet de plan en consultation (jusque fin septembre).
Le patrimoine géologique fossile a surpris, même les spécialistes ; des crânes de baleines (fossilisés et encroutés de résidus métalliques) ont été trouvés, semblent appartenir à 6 espèces de baleines disparues, mortes il y a 1 à 16 millions d’années selon les cas, et une étude récente (aout 2018) suggère que les baleines à bec modernes se nourrissent aussi sur le fond marin de la ZCP orientale. Les auteurs spéculent aussi que les baleines y ingèrent des nodules métalliques pour se lester et réguler leur flottabilité sous l'eau.
En 2012 l'agence a créé neuf réserves dans la CCZ, en s'appuyant surtout sur la densité du plancton marin observée en surface par les satellites, et avant de connaitre les résultats des deux premiers inventaires de biodiversité, qui montrent bien d'autres zones écologiquement importantes et vulnérables, que les scientifiques voudraient aussi voir protégées.

## Aspects budgétaires
En 2006, l'Autorité a créé un Fonds (Endowment Fund), géré par le Secrétariat de l’Autorité, « pour promouvoir et encourager la recherche scientifique marine dans la zone internationale des fonds marins ». Il a servi à fonder des partenariats entre l'autorité et plusieurs institutions scientifiques et techniques de renom. Il aide des scientifiques et permet à des techniciens venant de pays en développement de se former et contribuer à la recherche internationale. Un conseil consultatif évalue les demandes. Un premier appel à projets a été lancé en février 2008 pour identifier des participants et porteurs de projets, mettre en place un réseau d'organismes de coopération et chercher des fonds extérieurs pour compléter les premiers 3 millions de $ de dotation de l'Autorité. Les trois premières bourses ont été attribuées : 
- à l'ONG InterRidge (30 000 dollars pour contribuer au financement de deux bourses annuelles de recherche scientifique maritime pendant trois ans (2009 à 2011) sur le thème de la crête médio-océanique.
- à la Rhodes Academy of Oceans Law and Policy (25 000 euros), en mars 2009) pour offrir des bourses à quelques étudiants de pays en développement, et élargir le programme de formation de la Rhodes Academy sur le thème de l'océanologie.
- au National Institute of Oceanography de Goa (Inde), en mai 2009  à titre de contribution au financement de plusieurs bourses de formation destinées à des ressortissants de pays en développement

## Rentabilité
Contrairement aux espoirs de bénéfices extraordinaires générés par la publication de photos de vastes champs de nodules dans les années 1980-1990 et la découverte de fumeurs noirs et encroûtements à forte teneurs en métaux, l'exploitation minière des fonds marins n'est pas encore rentable ni même compétitive par rapport aux mines à ciel ouvert ou souterraines, surtout si l'on veut prendre en compte ses impacts environnementaux, et malgré les bénéfices considérables apportés par la recherche publique (en termes de connaissance).
L'autorité cherche à développer l'activité minière offshore, car il était prévu qu'elle soit progressivement financée par des taxes sur cette exploitation ce qui peut poser un problème éthique quand elle est juge et partie sur certaines questions (impacts environnementaux en particulier).
Jusqu'à récemment, il y avait un consensus général sur le fait que cette exploitation ne pourrait être rentable avant plusieurs décennies, mais dans les années 2000, il semble y avoir eu un léger regain d'intérêt de la part de quelques entreprises publiques et privées pour les grands fonds, en particulier pour les encroûtements enrichis en cobalt et pour les sulfures polymétalliques des zones de Papouasie-Nouvelle-Guinée, Fidji et Tonga. La Papouasie-Nouvelle-Guinée a été le premier pays au monde à accorder des permis de prospection commerciale pour des gisements sous-marins de sulfures massifs (permis accordé à Nautilus Minerals en 1997) dans ses eaux territoriales. 
Ressources non minérales : Au Japon la nouvelle politique maritime souligne la nécessité d'exploiter des hydrates de méthane (mais aussi les dépôts hydrothermaux de la ZEE du Japon) et appelle à la commercialisation de ces ressources avant 2018. 
Mi 2008, le Secrétaire général Nandan comptait sur la tendance à la hausse de la demande et les prix de cobalt, de cuivre, de nickel et de manganèse pour doper l'exploitation minière des fonds marins, estimant que les progrès des technologies d'extraction off-shore (du pétrole et du gaz) pourrait être adaptés à l'exploitation minière des grands fonds, mais la crise financière de 2008 a fortement réduit la demande en métaux et annonce un possible baisse des prix.

## Aire de compétence
Dans son préambule, la Convention définit la zone internationale des fonds marins (international seabed area) comme toutes les zones profondes et leurs "sous-sols" situés hors des limites des juridictions nationales. Mais il n'y a pas de cartes délimitant ces zones, annexées à la Convention. 
La juridiction nationale sur les fonds marins porte normalement à 200 milles marins au large du rivage, sauf quand un gouvernement peut prouver que son plateau continental se prolonge naturellement au-delà de cette limite ; dans ce cas, il peut demander à étendre sa zone jusqu'à 350 milles. L'ISA ne joue aucun rôle dans la détermination de ces limites qui est définie par un autre organisme, également sous l'égide de l'ONU ; la Commission des limites du plateau continental, au vu des données scientifiques fournies par les États côtiers qui prétendent à élargir leur zone économique exclusive.
Certains espoirs d'exploitation des ressources des fonds marins (poisson, pétrole, gaz, minéraux) sous les glaces polaires qui fondent ont suscité des tensions récentes dans l'océan Arctique, bordé par le Canada, le Danemark, l'Islande, la Norvège, la Russie et les États-Unis (voir revendications territoriales dans l'Arctique). 
Tout fond marin ne relevant pas des frontières admises de ces États relèvent de la compétence de l'ISA.

## Controverse
La nature exacte des missions de l'AIFM et sa légitimité sont, malgré la reconnaissance de cet organe par l'ONU, questionnées par la non ratification de la Convention des Nations unies sur le droit de la mer par les États-Unis. 
Les opposants à la Convention des Nations unies sur le droit de la mer semblent sceptiques sur le respect des engagements multilatéraux des États-Unis, alors que d'autres attendent que les États-Unis ratifient la convention, pour favoriser un respect mutuel qui serait une garantie pour diminuer les tensions et les conflits sur les richesses sous-marines 
Les États-Unis sont la seule grande puissance maritime qui n'a pas ratifié la Convention, avec parmi les principaux arguments anti-ratification que l'AIFM est viciée ou inutile. 
La forme originale de la Convention inclut des dispositions que certains ont trouvé inopportunes, tels que:
- une taxe et des impôts sur la demande de permis et sur l'exploitation minière des grands fonds,
- l'interdiction d'exploitation minière sans autorisation de l'AIFM,
- Utilisation de l'argent recueilli pour la redistribution de la richesse hors de l'administration de l'AIFM,
- Obligation de transfert de technologies.

Pour ces raisons, les États-Unis ont fait pression pour que la Convention soit modifiée. Ils ont obtenu un accord en 1994 qui a quelque peu atténué l'autorité de l'AIFM. Malgré ce changement les États-Unis n'ont pas ratifié la Convention. Ils envoient néanmoins des délégations participer aux réunions en qualité d'observateur. 
Le 31 octobre 2007, la commission des relations étrangères du Sénat des États-Unis, par 17 voix contre 4, a finalement recommandé au gouvernement de ratifier la convention, mais aucune date n'a encore été fixée pour que l'ensemble du Sénat puisse se prononcer

## Sources

## Compléments